# The Wiki Way
The Wiki Way: Quick Collaboration on the Web (tạm dịch: Con đường Wiki: Cộng tác nhanh trên Web) là một cuốn sách năm 2001 viết về wiki của Bo Leuf và Ward Cunningham. Đây là cuốn sách lớn đầu tiên được xuất bản nói về việc sử dụng wiki. Cunningham là người phát minh ra wiki, đã tạo ra WikiWikiWeb, phần mềm trang web wiki đầu tiên. Cuốn sách nói về cách cài đặt/tùy chỉnh/quản lý hệ thống wiki, tiếp theo là một góc nhìn về bản chất của giao tiếp trực tuyến kiểu wiki.